# イニシェリン島の精霊
『イニシェリン島の精霊』（イニシェリンとうのせいれい、The Banshees of Inisherin）は、2022年のアイルランド・イギリス・アメリカ合衆国のブラック・コメディ映画。監督はマーティン・マクドナー、出演はコリン・ファレルとブレンダン・グリーソンなど。PG12指定。
第80回ゴールデングローブ賞で最多7部門8ノミネートされ（作品賞（ミュージカル・コメディ部門）、監督賞、主演男優賞（ミュージカル・コメディ部門）、助演男優賞、助演女優賞、脚本賞、作曲賞）、作品賞 (ミュージカル・コメディ部門)、主演男優賞 (ミュージカル・コメディ部門)、脚本賞の3部門を受賞した。

## ストーリー
1923年、アイルランドの小さい平和な孤島・イニシェリン島に暮らすパードリックはある日、親友のコルムから突然絶縁を告げられる。
長年友情を育んできたはずだった彼が何故突然そんなことを言い出したのか理解出来ないパードリックは、賢明な妹シボーンや風変わりな隣人ドミニクの力を借りて事態を好転させようとするが、コルムから「これ以上自分に関わると自分の指を切り落とす」と恐ろしい宣言をされてしまう。

## キャスト
- パードリック・スーランウォーン: コリン・ファレル
- コルム・ドハティ: ブレンダン・グリーソン
- シボーン・スーランウォーン: ケリー・コンドン
- ドミニク・キアニー: バリー・コーガン

## 作品の評価
Rotten Tomatoesによれば、328件の評論のうち、高評価は97%にあたる317件で、平均点は10点満点中8.8点、批評家の一致した見解は「マーティン・マクドナーの最高の仕事ぶりと主演俳優2人の素晴らしい演技により、『イニシェリン島の精霊』は精巧に作られた“嫌な気分にさせる”傑作となっている。」である。
Metacriticによれば、62件の評論のうち、高評価は58件、賛否混在は4件、低評価はなく、平均点は100点満点中87点で「必見（MUST-SEE）」となっている。